# Gauting Indians
Gauting Indians ist ein 1992 gegründeter Baseball- und Softball-Verein aus Gauting bei München.

## Geschichte
Die Gauting Indians gingen 1991 aus einem Schulprojekt am örtlichen Otto-von-Taube-Gymnasium hervor. Es gab eine Gruppe „Baseball“, in der sich einige interessierte Schüler unter der Leitung des späteren Bundesligaspielers Florian Deisenhofer trafen. In diesen vier Tagen wurde der Grundstein für den Baseballsport in Gauting gelegt.
Offiziell wurden die Gauting Indians (damals noch als Abteilung Baseball des TSV Gauting) am 1. Januar 1992 mit damals 15 Mitgliedern gegründet. Schon im ersten Jahr ihrer Teilnahme am offiziellen Spielbetrieb konnten die Indianer ihren ersten großen Erfolg verbuchen. In der Saison 1992 belegten sie in der Landesliga Gruppe A ohne Punktverlust den ersten Platz und schafften schließlich auch den Aufstieg in die Bayernliga.
Nach mehreren erfolgreichen Jahren in der Bayernliga gelang den Indians Herren 1996 der Aufstieg in die zweite Bundesliga, in der sie lange eine feste Größe waren. Ab 2004 spielte der Club in der ersten Bundesliga, aus der er sich nach der Saison 2011 unter anderem aus finanziellen Gründen und aufgrund einiger Spielerabgänge zurückzog. Im Oktober 2024 stieg die erste Mannschaft wieder in die erste Bundesliga auf.
Ganz an die Spitze der Bemühungen wird nach der Deutschen Jugendmeisterschaft 1998 und dem Vize-Jugendmeister 2002 weiterhin die Ausbildung im Nachwuchsbereich gestellt. 